# Personnages de 90210 Beverly Hills : Nouvelle Génération
 (août 2025).
Motif : Trop peu de source pour encadrer le sujet.
- Archive Wikiwix
- Bing
- Cairn
- DuckDuckGo
- E. Universalis
- Gallica
- Google
- G. Books
- G. News
- G. Scholar
- Persée
- Qwant
- (zh) Baidu
- (ru) Yandex
- (wd) trouver des œuvres sur Wikidata

| 1. | Préciser le motif de la pose du bandeau. | Précisez le motif de la pose du bandeau en utilisant la syntaxe suivante : {{admissibilité à vérifier\|date=août 2025\|motif=remplacez ce texte par le motif}}                                                                |
| 2. | Informer les utilisateurs concernés.     | Pensez à avertir le créateur de l'article, par exemple, en insérant le code ci-dessous sur sa page de discussion : {{subst:avertissement admissibilité à vérifier\|Personnages de 90210 Beverly Hills : Nouvelle Génération}} |

 (août 2024).
- Si vous ne connaissez pas le sujet, laissez ce bandeau (vous pouvez alors contacter les auteurs).
- Si vous supprimez le contenu mis en cause (vous pouvez préalablement contacter les auteurs),

argumentez précisément cette suppression dans la page de discussion
(un manque de référence n'est pas un argument ; une recherche réelle de référence doit avoir été effectuée, être formellement documentée).

Cet article présente les personnages de la série télévisée 90210 Beverly Hills : Nouvelle Génération. 

## Distribution
Sont considérés comme personnages principaux ceux qui sont mentionnés dans le générique du feuilleton lors des saisons indiquées (crédités en tant que vedettes). Le tableau prend en compte leurs ordres d'arrivés dans la série, et leurs ordres d'apparition au générique.
| Personnage            | Acteur/actrice   | Saisons   | Saisons | Saisons | Saisons | Saisons |
| Personnage            | Acteur/actrice   | 1         | 2       | 3       | 4       | 5       |
| Annie Wilson          | Shenae Grimes    |           |         |         |         |         |
| Dixon Wilson          | Tristan Wilds    |           |         |         |         |         |
| Naomi Clark           | AnnaLynne McCord |           |         |         |         |         |
| Erin Silver           | Jessica Stroup   |           |         |         |         |         |
| Navid Shirazi         | Michael Steger   |           |         |         |         |         |
| Adrianna Tate-Duncane | Jessica Lowndes  |           |         |         |         |         |
| Debbie Wilson         | Lori Loughlin    |           |         |         |         | 5.1     |
| Ryan Matthews         | Ryan Eggold      |           |         |         |         |         |
| Harry Wilson          | Rob Estes        |           |         |         |         |         |
| Ethan Ward            | Dustin Milligan  |           |         |         |         |         |
| Tabitha Wilson        | Jessica Walter   | 1.01-1.13 |         |         |         |         |
| Liam Court            | Matt Lanter      | 1.16-1.24 |         |         |         |         |
| Teddy Montgomery      | Trevor Donovan   |           |         |         |         |         |
| Ivy Sullivan          | Gillian Zinser   |           |         |         |         |         |

- Principal(e)
- Récurrent(e)
- Invité(e) spécial(e)
- Absent(e)

## Personnages principaux
Cet article récapitule les personnages de la série télévisée 90210 Beverly Hills : Nouvelle Génération :

### Navid Shirazi (saisons 1 à 5)

#### Saison 1 et 2
Navid Shirazi est un étudiant qui dirige le journal télévisé de l’école et interviewe ses camarades de classe. Il est souvent comparé à David Silver de la série originale. Il a des sentiments pour Adrianna depuis le collège. Après que la vérité soit révélée, Navid et Adrianna deviennent un couple. Il rompt avec elle, cependant, quand il découvre qu’elle est enceinte, déclarant qu’il ne sait pas comment gérer la situation. Il commence alors à sortir avec une fille nommée Nika, qu’il rencontre à la fête de Christina. Quand Adrianna lui demande d'annoncer sa grossesse à toute l’école, il ne peut s’empêcher d’admirer son incroyable courage. Bien qu’il emmène Nika à la danse de la Saint-Valentin, il la quitte et se rend chez Adrianna où il lui demande d’être sa Valentine, car il se rend compte qu’il la veut juste dans sa vie. Il demande à Adrianna de l’épouser. Ils réalisent tous les deux qu’ils ne peuvent pas se marier ou garder le bébé. Au bal de promo, Navid est furieux contre Ty parce qu’il n’a pas aidé Adrianna pendant sa grossesse. Pendant que Navid et Ty se battent, Adrianna dit à Navid qu’elle est en train d'accoucher. Ils se précipitent à l’hôpital. Adrianna donne naissance à une petite fille que ses parents adoptifs nomment Maisie. Adrianna rompt avec Navid après qu’elle commence à avoir des sentiments pour Teddy Montgomery et veut poursuivre une relation avec lui. Après qu’Adrianna découvre que Teddy ne veut pas d’une relation, mais seulement d’une aventure, Adrianna réalise ce qu’elle a fait et essaie de récupérer Navid. Cependant, Navid ne veut rien avoir à faire avec elle.
Navid voit Adrianna acheter de la drogue au petit ami d’Annie, Jasper. Navid le dit à Annie, qui le dit à Jasper. Jasper n’est pas content et confronte Navid qui ne reprend pas son histoire. Plus tard, lorsque la relation de Jasper avec les parents d’Annie commence à se dégrader à cause de la rumeur, il pousse Navid dans un escalier. Navid demande à Adrianna de dire qu’elle a acheté de la drogue à Jasper. Au début, elle refuse, mais ensuite elle dit au groupe qu’elle le fera parce qu’elle croit que c’est la bonne chose à faire. Cela semble rapprocher à nouveau Navid et Adrianna. Il commence alors à voir Lila, mais rompt avec elle parce qu’il se rend compte qu’il a toujours des sentiments pour Adrianna. Il essaie également de lui dire qu’il l’aime toujours lors de la premier de son spectacle. Navid voit Adrianna porter le bracelet qu’il a mis dans sa loge et lui demande où elle l’a obtenu; elle lui dit que Javier, son nouveau petit ami, le lui a donné. Il lui dit qu’il ne pouvait pas connaître la signification des charmes du bracelet et qu’il le lui a donné. Navid lui dit qu’il l’aime et les deux se remettent ensemble.

#### Saison 3
Dans la saison 3, Navid se rapproche de Silver. Il passe la nuit chez Silver et il devient vite évident que Silver et Navid partagent des sentiments l’un pour l’autre. Après que Navid et Adrianna se soient disputées avec ses amis pour savoir à quel point elle était ignorante, Adrianna demande à Silver de l’aider à compenser la dispute en l’aidant à faire quelque chose de gentil pour Navid. Alors que Silver amène Navid loin de la fête pour aider Adrianna, Navid avoue qu’il a des sentiments pour elle. Adrianna interrompt le moment et Silver est donc laissé en suspens. Dans l’épisode suivant, « Quand tout bascule », Navid révèle qu’il ne ressent plus la même chose qu’avant pour Adrianna, et que maintenant il a Silver. Silver, craignant de ruiner son amitié avec Adrianna, dit à Navid qu’elle a besoin d’espace et ils essaient donc de reste à distance l’un de l’autre. Tout se passe bien, jusqu’à ce qu’Adrianna invite Navid et Silver pour sa soirée pyjama de pendaison de crémaillère, à laquelle les autres membres de leur groupe n’ont pas pu assister. Les choses deviennent gênantes lorsque Adrianna, Navid et Silver se retrouve seuls, et un moment se produit entre Silver et Navid où ils sont tous les deux incapables de dormir alors qu’ils se rencontrent dans le couloir. Navid dit à Silver qu’il ne peut pas arrêter de penser à elle et il lui demande si ce qu’il ressent pour elle. Elle dit « oui » mais il est évident qu’elle ne le pense pas car elle est incapable de le regarder dans les yeux. Quand il s’avance et lui demande si elle ressent la même chose, Adrianna interrompt le moment.
Dans la dernière partie de la saison, Silver et Navid deviennent un vrai couple, cachant leur relation. Les choses commencent à s’effondrer, cependant, quand Adrianna révèle qu’elle sait que Navid voyait une autre fille, et qu’elle souhaite se venger de la fille. Navid découvre que son père a sciemment utilisé des filles mineures dans ses films, faisant de lui un pornographe d’enfants. Dans le bureau de son conseiller d’orientation, Navid laisse échapper cela, et son conseiller déclenche les événements, conduisant à la condamnation du père de Navid.
Par la suite, Navid a l’idée d’utiliser l’ancien studio de production de son père comme une entreprise pour racheter son nom de famille et gagner de l’argent. Travaillant avec Dixon, il le loue pour des clips vidéo, et son premier avec Nelly pourrait être qualifié de succès.

#### Saison 4
Dans la saison quatre, la vie de Navid va bien, et il est heureux avec Silver. Sa sœur cadette vie avec eux, les obligeant à agir en tant que parents avant qu’elle ne s’enfuie pour vivre avec un tatoueur. Les choses commencent à mal tourner pour Navid alors que son oncle prend le contrôle de l’un de ses studios, et pour que Navid le dise à la police, il doit virer Silver pour la protéger. Cependant, il ne peut pas lui dire cela, et ils finissent par rompre parce que Silver pense qu’il ment à nouveau. Il va vivre avec Dixon et Austin et finalement Silver et il redevient bon ami.

### Saison 5
A la fin de la saison 5, Navid et Adrianna seront à nouveau en couple.

### Debby Wilson (saisons 1 à 3, invitée saison 5)

#### Saison 1 et 2
Debbie Wilson est l’ex-femme de Harry Wilson et la mère d’Annie et Dixon Wilson, qui travaille comme photographe de mode. Elle a une bonne relation avec ses enfants, mais se heurte à son ex-belle-mère Tabitha. Elle sent que sa position et celle de Harry en tant que parents sont menacées parce qu’ils vivent dans la maison de Tabitha, un sentiment qui est exaspéré lorsque Tabitha contredit les souhaits de Debbie en élevant ses enfants. Debbie n’aime pas Tracy, qui a eu un fils avec Harry 25 ans avant la première de la série, et qui, plus récemment, a embrassé Harry. Elle se précipite à l’hôpital avec Harry et Kelly quand Adrianna est en train d'accoucher. Harry glisse des brownies de la fête du bal et ils les partagent. Elle voit un lien entre Kelly et Harry et est soudainement inquiète quand elle le dit à Harry. Il lui dit que ce n’est rien et que c’est juste à cause des brownies, qui la rend paranoïaque. Elle dit à Kelly en riant comment elle pense que Kelly a le béguin pour Harry, mais Kelly essaie de lui dire le contraire avec résistance. Après beaucoup de tensions entre elle et Kelly au cours de la deuxième saison, ils font amende honorable et assistent ensemble à des cours de yoga. Elle partage un baiser avec son professeur de yoga. Elle découvre plus tard que Dixon est entré par effraction dans l’école alors que Harry le couvrait. Dans le final de la saison 2, Harry est renvoyé pour avoir couvert Dixon et Debbie demande à Harry s’il l’aime toujours. La scène se termine par un silence gênant entre eux alors que Harry ne répond pas.

#### Saison 3
Debbie a des difficultés financières dans les premiers épisodes de la saison 3 à cause de son divorce. Son mari Harry a quitté la maison et l'a laissée vivre avec Annie et Dixon. Debbie est incapable de trouver un emploi, alors en dernier recours, elle devient l'assistante de Jen Clark, la grande sœur de Naomi. Debbie semble être la seule personne capable de contrôler Jen. En raison de son nouveau travail, elle se rapproche de Ryan Matthews, et les deux ont une aventure. Debbie admet que ce serait bizarre pour eux d’être ensemble, et elle décide d’aller à un rendez-vous avec un homme qu’elle a rencontré sur Internet grâce à Annie et Dixon. Le rendez-vous ne se passe pas bien, et elle s’excuse disant qu'elle va aux toilettes après avoir vu que Ryan est là aussi. Les deux commencent à parler et ont ensuite des relations sexuelles dans la salle de bain. Ils commencent à sortir ensemble en secret mais une nuit, la cousine d’Annie, Emily, les voit s’embrasser et elle le dit à Annie avant une audition. Dans le final de la troisième saison, Ryan demande à Debbie de déménager à Paris avec lui pour être proche de Jen et de leur bébé.

#### Saison 5
Dans le premier épisode de la saison 5, Debbie fait une apparition quand elle rend visite à Annie alors que Dixon est à l’hôpital à la suite d’un accident de voiture, et elle mentionne à Annie qu’elle vit toujours à Paris et a rompu avec Ryan, mais reste toujours en contact avec lui et aide également Jen à élever son fils.
- Motif du départ : /
- Ressort scénaristique : Debbie pars vivre à Paris avec Ryan afin qu'il puisse être plus proche de son fils.

### Ryan Matthews  (saisons 1 à 3)
Ryan Matthews est un professeur de littérature anglaise à West Beverly High son style d’enseignement peu orthodoxe le met en désaccord avec ses collègues. Il est parfois trop proche de ses élèves. Il a été suspendu pendant une brève période quand on a découvert qu’il avait une liaison avec l’un de ses étudiants, qui était en fait un policier infiltré essayant de faire tomber un trafiquant de drogue qui faisait affaire à West Beverly. Une fois qu’il est revenu de sa suspension, son attitude est passée d’une influence positive à une application stricte, allant jusqu’à expulser Silver de sa classe pour se venger de ce qu’elle a dit de lui sur son blog. Cependant, il la réintègre et retourne à ses manières moins strictes. Il a été l’amour de Kelly Taylor, Kimberly MacIntyre, Jen Clark et Laurel Cooper. Il a également eu une aventure d’un soir avec Brenda pendant que Kelly rendait visite à Dylan. Cependant, lui et Kelly se fréquentent plus tard le soir de l’ouverture du magasin de son amie Donna Martin. Vers la fin de la saison 1, il commence à sortir avec la sœur de Naomi, Jen Clark, mais il rompt quand il découvre qu’elle a eu une aventure avec l’un de ses étudiants et qu’elle est mariée. Il développe un problème d’alcool après cela. À la fin de la saison 2, Jen revient révélant qu’elle est enceinte à sa sœur Naomi. Naomi trouve un test de paternité dans le sac de Jen. Il est ensuite révélé que Ryan est le père lorsque Naomi a envoyé des ballons disant « Félicitations papa ». Il va voir Jen et lui dit qu’il veut l’aider, mais elle dit qu’elle ne veut pas qu’un professeur d’école s’occupe de son enfant. Il est tellement contrarié qu’il boit et conduit devant l’école où il voit Naomi et un professeur dans l’école et frappe un grand panneau près de l’école. Le fils de Ryan et Jen, Jack, est né dans l’épisode 5. Il a été suspendu de West Beverly High dans l’épisode 7. Quand Jen laisse Ryan s’occuper seul de Jack, il se tourne vers Debbie pour obtenir de l’aide, et les deux finissent par se brancher. Dans le final de la troisième saison, Ryan demande à Debbie de déménager à Paris avec lui pour être proche de Jen et de leur bébé.
- Motif du départ : /
- Ressort scénaristique : Ryan part vivre à Paris avec Debbie afin d'être plus proche de son fils.

### Harry Wilson (saisons 1 et 2)
Harry Wilson est le fils de Tabitha Wilson, l’ancienne voisine de Kelly Taylor, et diplômée de West Beverly Hills High. Il décide de retourner à Beverly Hills, acceptant un poste de directeur de son ancien lycée. Il a été révélé dans la première saison qu’il était sorti avec la mère de Naomi Clark, Tracy Clark, au lycée, et qu’il avait eu un fils illégitime qui a été mis en adoption il y a de nombreuses années. Au cours de la saison 2, le mariage de Harry et Debbie devient plus tendu et instable en raison de sa jalousie et de son imprévisibilité. Après la fin de la saison 2, après que Harry ait perdu son emploi et soit incapable de gérer la colère de Debbie ou les problèmes juridiques et personnels de ses enfants, Annie et Dixon, il quitte sa famille pour de bon.
Dans la saison 3, Harry n’est pas vu mais il est dit que lui et Debbie ont demandé le divorce qui est accordé rapidement. Lorsque Dixon et Annie vont lui rendre visite dans sa nouvelle maison quelque part à Los Angeles, ils sont surpris de rencontrer sa nouvelle petite amie. Ils partent sans le voir et à partir de là, ils perdent contact avec Harry.
Dans la saison 4, Harry est brièvement mentionné dans l’épisode de Thanksgiving où il vis quelque part au Nouveau-Mexique dans une commune avec sa nouvelle petite amie, qu’il a apparemment épousée. À partir de ce moment, Harry n’est plus jamais mentionné dans la série et il ne reste plus en contact avec Annie, Dixon ou qui que ce soit d’autre dans sa famille, et vice versa.
- Motif du départ : Rob Estes souhaite explorer d'autres opportunités et passer plus de temps avec sa famille.
- Ressort scénaristique : Harry demande le divorce de Debbie et part vivre quelque part à Los Angeles puis au Nouveau-Mexique.

### Ethan Ward (saison 1)
Ethan Ward est présenté comme une star de la crosse et un athlète de haut niveau de West Beverly Hills High. Il a un frère qui est autiste. Il sort avec Naomi au début de la saison 1, bien que le couple se sépare plusieurs fois avant de mettre fin définitivement à leur relation. Lui et Dixon sont rivaux au début, mais finissent par devenir amis. Bien qu’Ethan soit attiré par Annie et l’ait embrassée deux étés avant le début de la série, il ne devient son petit ami qu’à partir de l’épisode « Le Bal ». Ethan semble porter les traits de Dylan McKay de la série originale puisqu’il est sorti avec Annie et Naomi, tout comme Dylan est sorti avec Kelly et Brenda. Dans « Le Rôle de sa vie », il a un accident de voiture. L’égocentrisme d’Ethan se révèle lorsqu’il ne reconnaît pas Rhonda, la fille dans l’autre voiture, même s'ils sont dans la même classe de français. Il se lie d’amitié avec Rhonda. Quand il entend Annie présenter l’histoire douloureuse de Rhonda comme la sienne, il se met en colère et passe la Saint-Valentin avec Rhonda. Cependant, lorsque Rhonda tente d’embrasser Ethan, il refuse et précise qu’il sort toujours avec Annie. Ethan et Annie se séparent finalement après avoir convenu que toute leur relation est devenue un combat constant. Même si Ethan confirme à Annie qu’il croit que lui et Rhonda avaient une connexion, il dit aussi qu’il ne va pas sortir avec elle, mais plutôt prendre du temps pour lui-même. Au cours des derniers épisodes, Ethan est devenu ami avec Liam, ce qui a eu une influence négative sur son image de « bon garçon ». À la fin de l’épisode « L'Heure de vérité », la sœur aînée de Naomi, Jen, révèle qu’Ethan a perdu sa virginité avec elle et non avec Naomi et sous-entendant qu’il est sorti avec elle avant de sortir avec Naomi, mais promet de garder le secret. Dans « Tolérance zéro », il est suggéré qu’Ethan pourrait avoir des sentiments pour Silver. Dans le final de la saison, ils s’embrassent et Ethan fait remarquer que Silver a couru après lui et non Dixon. Dans la saison 2, il envoie un texto à Silver du Montana et dit qu’il ne regrette pas ce baiser. Dixon a été informé par Teddy et Dixon a mis fin  à sa relation avec Silver. Dans l’épisode de la saison 2 « On n'oublie jamais rien », il envoie un texto indiquant qu’il a déménagé dans le Montana pour vivre avec son père.
- Motif du départ : /
- Ressort scénaristique : Ethan est parti vivre dans le Montana avec son père.

### Tabitha Wilson (saison 1)
Tabitha Wilson est la matriarche de la famille Wilson, elle est une actrice âgée d’environ 60 ans, qui était très célèbre dans les années 1970. Elle est la cause du départ de la famille Wilson du Kansas. Elle ne s’entend pas très bien avec Debbie, se heurtant souvent aux règles de la maison. Tabitha à quitter Beverly Hills pour retourner travailler à la télévision. Dans l’épisode 1 de la saison 2 « On n'oublie jamais rien », il a été expliqué qu’elle travaillait à Las Vegas. Plus tard dans la saison, Annie et Dixon vont lui rendre visite pendant les vacances d’hiver, bien que cela ne soit pas montré à l’écran.
- Motif du départ : /
- Ressort scénaristique : Tabitha a repris sa carrière à la télévision.

### Ivy Sullivan (saisons 3 et 4, récurrente saison 2)

#### Saison 2
Ivy Sullivan est une fille blonde surfeuse garçon manqué, étudiante à West Beverly Hills High School, elle vit dans une grande maison à Topanga Canyon. Elle est très sensible et déteste être sous-estimée. Quand elle a rencontré Liam pour la première fois, les deux se sont disputés quand ils ont un accident de voiture. Ils se réconcilient plus tard lors d’une fête d’Halloween et ont commençaient à être amis. Elle commence à développer des sentiments pour lui, mais elle est désespérée quand il ne voit qu’un bon ami en elle et essaiera d’attirer son attention. Teddy voit qu’elle a le béguin pour Liam mais elle ne veut pas l’admettre. Après une fête, au sous-sol de Liam, les deux s’embrassent et commencent une histoire d’amour discrète. Liam finit par lui demander de danser, mais il devient vite évident qu’il a les yeux fixés sur sa camarade de classe, Naomi Clark. Ivy décide alors qu’il est préférable pour elle et Liam d’être simplement amis, l’aidant dans sa conquête de Naomi en lui envoyant un texto pour aller voir Liam. Elle est dévastée après avoir perdu l’homme qu’elle aimait. Plus tard, Naomi et Ivy essaient de former leur propre relation amicale, ce qui s’avère difficile car elles ne partagent pas du tout les mêmes intérêts. Les deux filles se battent sur la plage et commencent à se haïr. Après avoir perdu Liam pour de bon, Ivy est réconfortée par sa mère. Plus tard, elle commence à faire semblant de sortir avec Dixon, ils s’embrassent pour prouver à Naomi qu’ils sortent vraiment ensemble. Dixon développe des sentiments pour Ivy mais elle veut rompre car elle pense qu’elle a encore une chance avec Liam. Plus tard, Liam lui dit que lui et elle ne seront plus jamais ensemble. Plus tard dans l’épisode, Ivy décide de donner une chance à Dixon et d’aller à un vrai rendez-vous avec lui. Maintenant qu’Ivy sait qu’elle et Liam ne mettrons jamais ensemble, elle est capable de passer à autre chose. Avec les problèmes de jeu de Dixon, leur premier rendez-vous est catastrophique et Ivy commence à se demander si Dixon est vraiment un gars pour elle. Leur relation se rétablit lorsque Dixon est l'invité en Australie dans l’épisode précédant le final de la saison.

#### Saison 3
Ivy revient d’Australie avec un vieil ami, Oscar, dont Dixon devient immédiatement jaloux. Dixon demande à Ivy pourquoi elle ne s’ouvre jamais à lui, quand il lui parle de ses problèmes familiaux et de son passé. Elle décide de lui faire confiance et lui parle de son père. Elle lui dit aussi qu’elle est vierge. Après un rendez-vous romantique, elle décide de perdre sa virginité avec lui, mais leurs plans sont mis en attente lorsque Sasha revient avec de mauvaises nouvelles pour Dixon. Il apprend qu’elle est séropositive et qu’il pourrait l'être. Il décide de repousser Ivy et rompt avec elle. Après avoir été larguée par Dixon dans l’épisode 5, se sentant blessée et confuse, elle perd sa virginité avec Oscar. Découvrant qu’il n’a pas le VIH, Dixon annonce la nouvelle à Ivy, et elle est choquée. Elle reçoit des nouvelles encore plus choquantes quand elle découvre qu’Oscar couchait aussi avec sa mère, et que c’était un plan pour se venger d’eux pour avoir ruiné sa famille. Dixon découvre alors qu’Ivy a couché avec Oscar alors il la largue à nouveau. Oscar essaie alors de sortir avec Naomi mais Naomi et Ivy mettent en place un plan pour mettre Oscar dans l’embarras devant tout le monde lors d’une fête en volant ses vêtements. Naomi et Ivy deviennent de très bonnes amies à partir de ce moment. Ivy a alors un accident en surfant et Dixon lui sauve la vie. Elle lui demande de sortir, mais il refuse, disant qu’il est toujours blessé après avoir découvert sa relation avec Oscar. Elle commence à fumer de la marijuana, car cela l’aide à se calmer. Elle se lie ensuite d’amitié avec un garçon nommé Raj, qu’elle a rencontré dans un magasin. Ils traînent ensemble, car ils ont beaucoup de similitudes. Quand Raj apprend qu’Ivy a quitté l’école pour passer du temps avec lui, il lui dit qu’il ne veut pas avoir une mauvaise influence sur elle et partage qu’il a un cancer et qu’il a quatre ans au plus à vivre. Il lui dit également qu’il fume pour l’aider à soulager la douleur causée par sa chimiothérapie. La nouvelle choque Ivy et devient une révélation pour elle. À la fin de la troisième saison, Ivy épouse Raj peu de temps après avoir obtenu son diplôme d’études secondaires.

#### Saison 4
Raj découvre que la chimiothérapie n’a pas fonctionné et décide de mettre fin sa relation avec Ivy. Il dit à Ivy que la seule raison pour laquelle ils se sont mariés était qu’il était en train de mourir et qu’ils ne pouvaient plus être ensemble. Il ne lui dit pas que le cancer et la leucémie sont toujours là.
Après s’être remise de sa rupture, Ivy rencontre un garçon nommé Diego alors qu’elle distribue des dépliants pour son exposition d’art. Elle découvre plus tard qu’il vandalise le studio d'art. Elle s'énerve contre lui, mais finalement, Diego lui montre l’injustice dans l’art et l’intéresse. Diego et Ivy sortent et publient du street art et finissent par former un couple. Quelque temps plus tard, lorsque Dixon quitte l’hôpital dans « Le poids de la vérité », Dixon découvre que Raj a été transporté aux urgences à cause de son cancer. Dixon le dit à Ivy et elle lui rend visite à l’hôpital. Ivy se fâche d’abord contre Raj, mais à la fin, ils agissent comme un couple marié. Quand Ivy sort de la chambre d’hôpital pour aller chercher un verre d’eau à Raj, elle revient et découvre qu’il est décédé. Dans l’épisode suivant, « Veillée irlandais », Ivy se rend aux funérailles de Raj. Navid revient de Princeton pour aller aux funérailles. La mère de Raj offre les cendres de Raj à Ivy et au début, elle ne les accepte pas. Ivy parle à Caleb et il lui parle d’une veillée de deuil qu’il a vu en Irlande, et elle décide d’en faire une sur la plage. Après que tout le monde ait dit toutes les bonnes choses à propos de Raj, Ivy s’effondre en pleurant sur les choses négatives que Raj lui a faites et qu’elle méritait plus. Ses amis la consolent, et à la fin de l’épisode, Ivy devient suicidaire et on la voit aller dans l’océan tard dans la nuit. Les derniers mots d’Ivy sont : « Rien ne dure éternellement ».
Lorsque Caleb apprend qu’Ivy a des pensées suicidaires, il demande à l’État de l’interner de force dans un hôpital psychiatrique où elle s’enfuit avec l’aide de Diego. Diego persuade Ivy de s’exprimer en peignant des graffitis à la bombe comme un exutoire à ses sentiments comme il le fait. Ils sont bientôt attrapés par la police où Diego dit à Ivy qu’il est un immigrant sans papiers et il prend la fuite. Après s’être ressaisie, Ivy traque Diego et propose de l’aider à rester dans le pays, mais quand son plan échoue et que Diego est expulsé vers le Mexique, Ivy décide de laisser tous ceux qu’elle connaît derrière elle et de le rejoindre. Dans le dernier épisode de la saison 4, Ivy est vue pour la dernière fois dans un aéroport en train d’acheter un billet aller simple pour Mexico afin de rejoindre Diego et de commencer une nouvelle vie avec lui au Mexique.
- Motif du départ : Gillian Zinser a quitté la série après avoir essayé de renégocier son contrat
- Ressort scénaristique : Ivy part vivre avec Diego à Mexico.

## Personnages invité de la série originale (Beverly Hills 90210)

### Kelly Taylor (récurrente saison 1, invité saison 2)

#### Saison 1
Kelly Taylor vit toujours à Beverly Hills et travaille maintenant comme conseillère d'orientation à West Beverly Hills High School. Il a été révélé que dans les années qui ont suivi, elle a eu un fils nommé Sammy avec Dylan. Elle et Dylan ont mis fin à leur relation peu de temps après. Il a également été révélé que le directeur de West Beverly, Harry Wilson, était le voisin de Kelly dans son enfance.
La relation de Kelly et sa mère Jackie (Ann Gillespie) est source de tensions dues à la négligence de Jackie envers Erin. Elle est également redevenue amie avec Brenda Walsh. Cependant, leur relation a été brièvement tendue par les sentiments persistants de Kelly et peut-être de Brenda pour leur ancien petit ami Dylan McKay, ainsi que par le fait que Brenda ait couché avec l'ex-petit ami de Kelly, Ryan Matthews, enseignant à West Beverly. À la suite de la découverte par Brenda qu'elle ne pouvait pas avoir d'enfants, elle et Kelly ont de nouveau fait amende honorable.
Le soir de la fête de retour de Donna, Kelly et Ryan se sont revus dans un garage. Une voyante lui a dit qu'elle rencontrerait un homme avec un pack de six. Dans ses mains, Ryan tenait un pack de six bières. Kelly et Ryan se sont ensuite rendus à son appartement, où ils ont été vus pour la dernière fois en train de s'embrasser. En fin de compte, elle et Ryan ont choisi de ne pas poursuivre de relation amoureuse.

#### Saison 2
Dans la deuxième saison, Kelly a commencé à passer plus de temps avec Harry, au grand dam de sa femme Debbie. Il était sous-entendu que Kelly et Harry avaient commencé des sentiments l'un pour l'autre. En apprenant que Jackie allait mourir d'un cancer, Kelly s'étant éloignée de sa mère et protectrice avec Erin (qui est communément appelée par son nom de famille Silver), Silver a finalement déménagé et est parti vivre avec Jackie. Le lendemain du "demi-anniversaire" de Silver, Jackie a été admise à l'hôpital. Après avoir parlé à Silver, Kelly a trouvé la force de rendre visite à leur mère. Finalement, Kelly et Jackie ont fait amende honorable avant la mort de Jackie. Kelly a plus tard la série. Elle a été mentionnée plusieurs fois, indiquant qu'elle était toujours là pour s'occuper de sa sœur, mais pas à l'écran.

### Brenda Walsh (invitée saison 1)
Brenda Walsh est de retour à Beverly Hills 14 ans après son départ. Sur les conseils de Kelly au nouveau principal, Brenda, devenue actrice, est amenée à diriger la comédie musicale du lycée. Elle devra faire face aux problèmes de drogue de la lycéenne tenant le premier rôle du spectacle et l'aidera à s'en sortir, ce qui donnera suite à un attachement mutuel de ces dernières.
Elle passera également beaucoup de temps avec Kelly bien qu'à certains moments, elles retrouveront des petites tensions dues entre autres à Dylan. Kelly apprend également par la suite que Brenda a couché avec Ryan, le professeur d'anglais du lycée, alors que Kelly a beaucoup d'affection pour lui. Mais elles se réconcilieront toujours. On apprend également que Brenda ne peut pas avoir d'enfants, mais elle pourra compter sur le soutien de son amie Kelly. Elle ira donc en Chine et adoptera une petite fille.

### Jackie Taylor (invitée saisons 1 et 2)
Jackie Taylor est la mère de Kelly et Erin. Elle a été séparée d’Erin après sa rechuté dans l’alcool. Au début de la première saison, Kelly prend en charge Silver. Dans la deuxième saison, elle fait son retour. Elle est devenue sobre, révélant à ses filles qu’elle souffrait d’un cancer du sein. Après avoir reçu la nouvelle, Silver a décidé de retourner vivre avec elle pour s’occuper d’elle au cours des trois derniers mois qu’il lui restait à vivre. Kelly a cependant refusé de « retomber dans ses pièges » et ne voulait plus la revoir. Dans l’épisode neuf, Jackie organise une fête de demi-anniversaire pour Silver, et bien que Jackie dise qu’elle ne s’attend pas à ce que cela compense ses erreurs, Silver accepte. À la fin de l’épisode, Jackie a une crise cardiaque et est emmenée à l’hôpital. Bien que Silver lui rende visite, sachant qu’elle va bientôt mourir, Kelly ne le fera pas, mais conduit Silver à l’hôpital. Cependant, quand elle va chercher Silver à l’hôpital, elle trouve que la chambre dans laquelle se trouvait Jackie vide et se rend compte qu’elle a fait une erreur qu’elle regrettera. Il s’avère que Jackie était en fait juste émue et Jackie s’excuse et Kelly lui pardonne, avant que Jackie ne décède vers la fin de l’épisode dix.

### Nat Bussichio (invité saison 1)
Nate Bussichio revient en tant que patron de Dixon Wilson.

### Donna Martin (invitée saison 1)
Donna Martin est mentionnée dans l'épisode 4 lors d'une conversation entre Kelly et Brenda, elles mentionnent que Donna a un eu bébé et qu'il est "si mignon". Il est révélé que Donna est revenue à Beverly Hills après avoir connu une période difficile dans sa relation avec David. Plus tard, Donna se retrouve face à un dilemme lorsqu'elle doit décider entre retourner au Japon et être avec David ou retourner à Beverly Hills et amener leur fille, Ruby, avec elle.

### Hannah Zuckerman-Vasquez (invitée saison 1)
Hannah Vasquez, est étudiante à West Beverly Hills High et est présentatrice de nouvelles pour le programme d'information télévisée de l'école. Elle et sa mère Andrea Zuckerman sont revenues vivre à Beverly Hills au début des années 2000. Elle n'est apparue que dans l'épisode pilote, " Bienvenue à Beverly Hills ". Ryan Matthews, en voyant Hannah au journal télévisé, se tourne vers la classe et fait une remarque sur le fait qu'elle a l'air beaucoup plus âgée qu'une lycéenne. Ceci est évidemment en référence au fait que Gabrielle Carteris était la plus âgée du casting principal (ayant 29 ans au moment de la première saison).